# Eric Montross

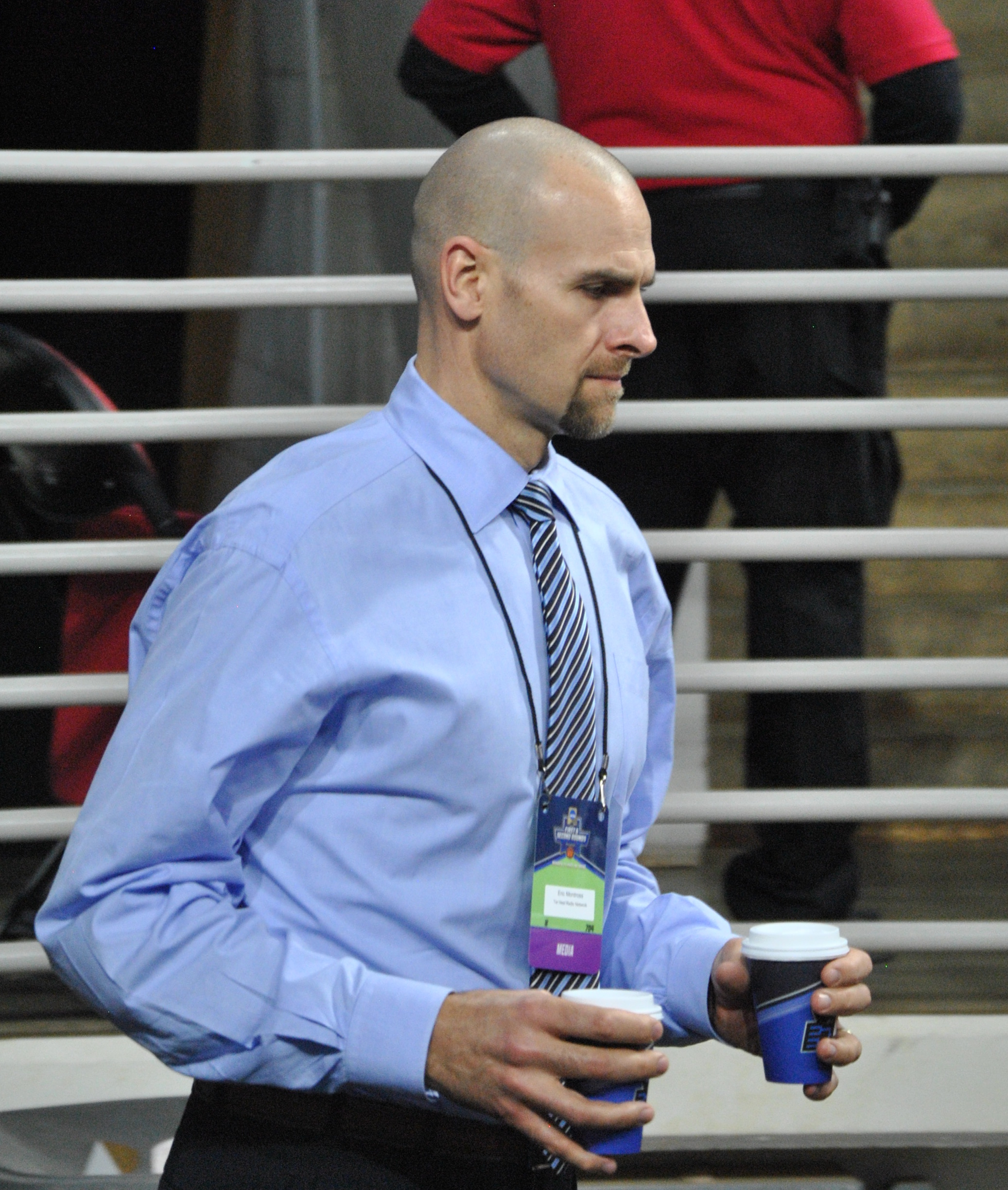
Montross im Jahr 2016

Eric Scott Montross (* 23. September 1971 in Indianapolis; † 17. Dezember 2023 in Chapel Hill, North Carolina) war ein US-amerikanischer Basketballspieler.

## Laufbahn
Montross spielte als Jugendlicher an der Lawrence North High School in Indianapolis und stellte dort mit 1873 Punkten und 1264 Rebounds Bestmarken der Schulmannschaft auf. Von 1990 bis 1994 gehörte der 2,13 Meter große Innenspieler der Hochschulmannschaft der University of North Carolina unter Trainer Dean Smith an. 1993 wurde Montross mit North Carolina Meister der ersten NCAA-Division, zu seinen Mannschaftskollegen gehörten George Lynch und der Deutsche Henrik Rödl. Montross führte North Carolina in der Meistersaison mit 15,8 Punkte je Begegnung an.
Beim NBA-Draftverfahren im Jahr 1994 wurde er an neunter Stelle von den Boston Celtics ausgewählt. Den hohen Erwartungen, die seine erfolgreiche Zeit an der University of North Carolina geschürt hatte, wurde er in der NBA jedoch nur selten gerecht. Montross erzielte in der Saison 1994/95 im Schnitt 10 Punkte und 4,7 Rebounds für Boston, einen höheren Mittelwert bei der Punktausbeute verbuchte er in seiner bis 2002 andauernden NBA-Zeit nicht mehr. Montross spielte bis 1996 in Boston, dann bei den Dallas Mavericks (1996/97), die ihn im Februar 1997 im Rahmen eines Spielertauschs an die New Jersey Nets abgaben. Im Spieljahr 1997/98 stand er bei den Philadelphia 76ers unter Vertrag, Mitte 1997 wurde Montross abermals zu einer anderen Mannschaft, nämlich den Detroit Pistons, abgegeben. Detroit wurde die Station, bei der er die meisten seiner NBA-Spiele bestritt (167), allerdings blieben seine Einsatzzeiten im Vergleich zu seiner Anfangszeit in der Liga gering. Im Februar 2001 war Montross Bestandteil eines Spielertausches, der ihn zu den Toronto Raptors brachte. Im Frühling 2002 zog er sich einen Fußbruch zu, in dessen Folge er kein Spiel mehr bestritt und Ende August 2003 sein Karriereende bekannt gab.
Montross wurde später Kommentator bei Rundfunkübertragungen der Spiele der University of North Carolina. Er starb im Alter von 52 Jahren an den Folgen einer Krebserkrankung.